# Gernikako Arbola (canción)
Gernikako Arbola (en castellano, El árbol de Guernica) es una canción en forma de zorcico escrita en el siglo XIX por el bardo vasco José María Iparraguirre en homenaje al árbol de Guernica y los fueros vascos. Su música es de Juan María Blas de Altuna y Mascarua, concertista de órgano y primer organista de la basílica de Lequeitio. 
Históricamente, la canción es considerada el himno no oficial de los vascos, aunque solamente su primera estrofa ha sido cantada como tal. Fue asimismo declarada himno oficial de Vizcaya en 2007. Sabino Arana antepuso el Gora ta gora, actualmente himno oficial de la Comunidad Autónoma del País Vasco (Eusko Abendaren Ereserkia), al Gernikako Arbola.

## Historia
La canción fue compuesta en Madrid, donde residía José María Iparraguirre, alrededor del año 1853. Pocos días después de su composición, la mayor parte de la numerosa colonia vascongada residente en Madrid se reunía una noche en el Café de San Luis (situado en la calle de la Montera) con objeto de escuchar al popular bardo que entre otras producciones, se decía iba a cantar un nuevo zortzico suyo. 
A la hora señalada el Café se hallaba completamente lleno y se aguardaba con impaciencia la presentación del artista vascongado. Poco después, Iparraguirre, acompañado al piano por su paisano y compañero Altuna, daba á conocer su composición al Árbol de Guernica, que produjo verdadero entusiasmo entre los concurrentes. 
El zortzico se repitió una y otra vez entre los más espontáneos bravos y aplausos; aquella misma noche lo aprendieron de memoria todos los vascongados que asistian a la memorable velada, y a última hora el Árbol de Guernica era cantado en coro por cincuenta, sesenta o más voces, e Iparraguirre y Altuna eran objeto de una verdadera ovación. 
Según José Manterola, al año siguiente, Iparraguirre regresó al País Vasco, y en una de las frecuentes romerías que el bardo amenizaba con sus cantos y su guitarra, dio a conocer ante una inmensa muchedumbre su último zortzico, que llenó de entusiasmo a los concurrentes y promovió una pacífica pero imponente manifestación, que movió al gobierno a extrañar del suelo vascongado al poeta y al cantor, cuya permanencia en él juzgaba peligrosa para la pública tranquilidad.
El Guernicaco Arbola obtuvo allí la sanción de las muchedumbres, como poco antes la había alcanzado en Madrid de clases más ilustradas, y se elevó ya desde este momento a la categoría de un verdadero canto histórico-popular entre los vascos.
En un elocuente discurso en defensa de los fueros vascongados que pronunció el antiguo ministro isabelino Pedro de Egaña en el Senado el 16 de junio de 1864, se dio a conocer la letra de la canción en castellano. El carlista andaluz José Suárez de Urbina compuso además una original letra de este himno en castellano.
Para el dirigente socialista Tomás Meabe, “el Guernicaco Arbola y La Internacional son nuestros: son dos eslabones de una cadena. El uno canta el recuerdo del comunismo primitivo; La Internacional representa la pronta llegada del comunismo científico”.

## Letra
| Gernikako Arbola Gernikako arbola da bedeinkatua Euskaldunen artean guztiz maitatua. Eman ta zabal zazu munduan frutua adoratzen zaitugu arbola santua Mila urte inguru da esaten dutela Jainkoak jarri zuela Gernikako arbola. Zaude bada zutikan orain da denbora eroritzen bazera arras galdu gera Ez zera eroriko arbola maitea baldin portatzen bada Bizkaiko Juntia. Laurok hartuko degu pakian bizi dedin euskaldun jendia. Betiko bizi dedin Jaunari eskatzeko jarri gaitezen danok laister belauniko. Eta bihotzetikan eskatu ezkero arbola biziko da orain eta gero. | Arbola botatzia dutena pentsatu denak badakigu. Ea bada jendia denbora orain degu erori gabetanik eduki behar degu. Beti egongo zera uda berrikoa lore aintzinetako mantxa gabekoa. Erruki zaite bada bihotz gurekoa denbora galdu gabe emanik frutua. Arbolak erantzun du kontuz bizitzeko eta bihotzetikan Jaunari eskatzeko, gerrarik nahi ez degu pakea betiko, gure lege zuzenak hemen maitatzeko. Erregutu diogun Jaungoiko Jaunari pakea emateko orain eta beti. Eman indarra ere zerorren lurrari eta bendezioa Euskal Herriari. | El árbol de Gernika Bendito es el Árbol de Gernika, amado por todos los euskaldunes. Da y extiende tu fruto por el mundo, te adoramos, Árbol sagrado. Hace unos mil años que se dice que Dios plantó el Árbol de Gernika. Manténte en pie ahora y siempre, si caes estamos perdidos. No caerás, Árbol querido, si la Junta de Bizkaia se porta. Nos uniremos a ti las cuatro provincias para que viva en paz la grey éuscara. Arrodillémonos todos para pedir al Señor que nuestro Árbol viva para siempre. Y si se lo pedimos de corazón, el Árbol vivirá ahora y siempre. Todos sabemos que han planeado tumbar el Árbol. Ea, paisanos, esta es nuestra hora, mantengámoslo en pie sin que se caiga. Vivirás siempre en primavera, antigua flor sin mancha. Apiádate de nosotros, querido Árbol, danos tu fruto sin perder más tiempo. El Árbol nos responde que vivamos alerta y que se lo pidamos a Dios con fervor. No queremos guerra, sino paz duradera para que se respeten nuestras rectas leyes. Pidamos a Dios nuestro Señor que nos conceda paz ahora y siempre, y que dé también fuerza a tu tierra y su bendición al País Vasco. |